# Arethaea
Arethaea is een geslacht van rechtvleugeligen uit de familie sabelsprinkhanen (Tettigoniidae). De wetenschappelijke naam van dit geslacht is voor het eerst geldig gepubliceerd in 1876 door Stål.

## Soorten
Het geslacht Arethaea omvat de volgende soorten:
- Arethaea ambulator Hebard, 1936
- Arethaea arachnopyga Rehn & Hebard, 1914
- Arethaea brevicauda Scudder, 1900
- Arethaea carita Scudder, 1902
- Arethaea constricta Brunner von Wattenwyl, 1878
- Arethaea coyotero Hebard, 1935
- Arethaea gracilipes Thomas, 1870
- Arethaea grallator Scudder, 1877
- Arethaea insaroides Rehn & Hebard, 1914
- Arethaea limifera Rehn & Hebard, 1914
- Arethaea mescalero Hebard, 1936
- Arethaea phalangium Scudder, 1877
- Arethaea phantasma Rehn & Hebard, 1914
- Arethaea polingi Hebard, 1935
- Arethaea sellata Rehn, 1907
- Arethaea semialata Rehn & Hebard, 1914